# Adobe Edge
Adobe Edge Animate è un software proprietario prodotto dalla Adobe specializzato nell'elaborazione di animazioni in HTML5 e CSS3.
Questo programma permette di creare animazioni in HTML5 di qualità professionale.

## Cronologia delle versioni
La versione preview è stata diffusa il 1º agosto 2011. Nel 2012 è stata resa disponibile la prima versione.